# 尼普爾
尼普爾(蘇美爾語: Nibru, 在楔形文字中一般寫作𒂗𒆤𒆠, EN.LÍLKI, "恩利爾城" ；阿卡德語: Nibbur)是一個古老的蘇美爾城市。它是風神恩利爾崇拜的聖城。這座城市的居住歷史可以追溯到歐貝德2期、烏魯克時期和捷姆迭特·那色時期。

## 歷史
尼普尔本身从未享有过政治霸权，但對它的控制至关重要，因为它被认为能够将完整的“王權”授予其他城邦的君主。它是一座与众不同的圣城，重要的是拥有著名的埃库尔神庙。城邦中還有尼努爾塔的一座主要信仰中心。
1. ↑  The Cambridge Ancient History: Prolegomena & Prehistory （页面存档备份，存于）: Vol. 1, Part 1. Accessed 15 Dec 2010.
2. ↑  Robson, Eleanor, , Nimrud: Materialities of Assyrian Knowledge Production, Open Richly Annotated Cuneiform Corpus, UK Higher Education Academy, 2015  [2023-05-25], （原始内容存档于2022-09-21）
3. ↑  Black, Jeremy; Green, Anthony, , Austin, Texas: University of Texas Press: 142, 1992, ISBN 0714117056